# Philodromus juvencus
Philodromus juvencus este o specie de păianjeni din genul Philodromus, familia Philodromidae, descrisă de Kulczynski, 1895.
Este endemică în Armenia. Conform Catalogue of Life specia Philodromus juvencus nu are subspecii cunoscute.